# Río Wolf
El río Wolf (en alemán: Wolf (fluss)) es un corto río de Alemania, un afluente de la margen derecha del río Kinzig que discurre por la Selva Negra en el suroeste del país y nace en el monte Kniebis.